# Juan Martínez Munuera
Juan Martínez Munuera (Benidorm, 13 luglio 1982) è un arbitro di calcio spagnolo.

## Carriera
Il 23 aprile 2024 la UEFA lo ha convocato per il campionato d'Europa 2024 in Germania, nel ruolo di VAR insieme al collega Alejandro Hernández Hernández, all'arbitro Jesús Gil Manzano ed agli assistenti Diego Barbero Sevilla e Angel Nevado Rodriguez.